# 164e régiment d'infanterie (France)
Le 164e régiment d'infanterie (164e RI) est un régiment d'infanterie de l'Armée de terre française créé sous la Révolution à partir de la 164e demi-brigade de première formation, dissoute dès 1796. Le régiment renaît en 1913 comme régiment attaché à la place fortifiée de Verdun. Le régiment est dissous à l'issue de la Première Guerre mondiale. Il est recréé en 1939 comme régiment d'infanterie de forteresse, affecté à la ligne Maginot. Détruit en 1940, il est finalement recréé en 1963 comme unité d'instruction puis comme régiment de réserve. Il est dissous en 1990.

## Création et différentes dénominations
- 1793 : formation de la 164e demi-brigade
- 1796 : dissolution

- 1913 : Création du 164e régiment d'Infanterie, le 15 avril
- 1914 : À la mobilisation, il donne naissance au 364e Régiment d'Infanterie
- 1919 : dissous en décembre.
- 1939 : Reformé sous le nom de 164e régiment d'infanterie de forteresse.
- 1940 : dissout
- 1963 : recréé comme centre d'instruction-164e régiment d'infanterie ;
- 1970 : dissolution, devient un régiment de réserve, le 164e régiment d'infanterie ;
- 1990 : dissolution.

## Historique des garnisons, combats et batailles du164eRI

### La164edemi-brigade des guerres révolutionnaires
La 164e demi-brigade est formée en 1793 par l'amalgame du 2e bataillon du 90e régiment d'infanterie (ci-devant Chartres), du 1er bataillon de volontaires d'Eure-et-Loir et du 8e bataillon de volontaires de la Meurthe. La 164e demi-brigade, fait les campagnes de l'an III et de l'an IV à l'armée du Nord. Lors de l'amalgame de 1796, elle est incorporée dans la 29e demi-brigade.

### Formation du164eRI
En application de la loi du 23 décembre 1912, créant 10 nouveaux régiments (de 164 à 173), le 164e régiment est constitué le 15 avril 1913, à partir des unités du 1er groupe d'infanterie de forteresse, affecté à la défense de Verdun. Le 1er bataillon vient du 4e bataillon du 91e RI, le 2e bataillon, du 4e bataillon du 94e RI, le 3e bataillon, du 4e bataillon du 161e RI et le 4e bataillon, du 4e du 162e RI.
Le régiment est en garnison à Verdun et le 4e bataillon est détaché à la garnison de Longwy.

### Première Guerre mondiale
Affectations:

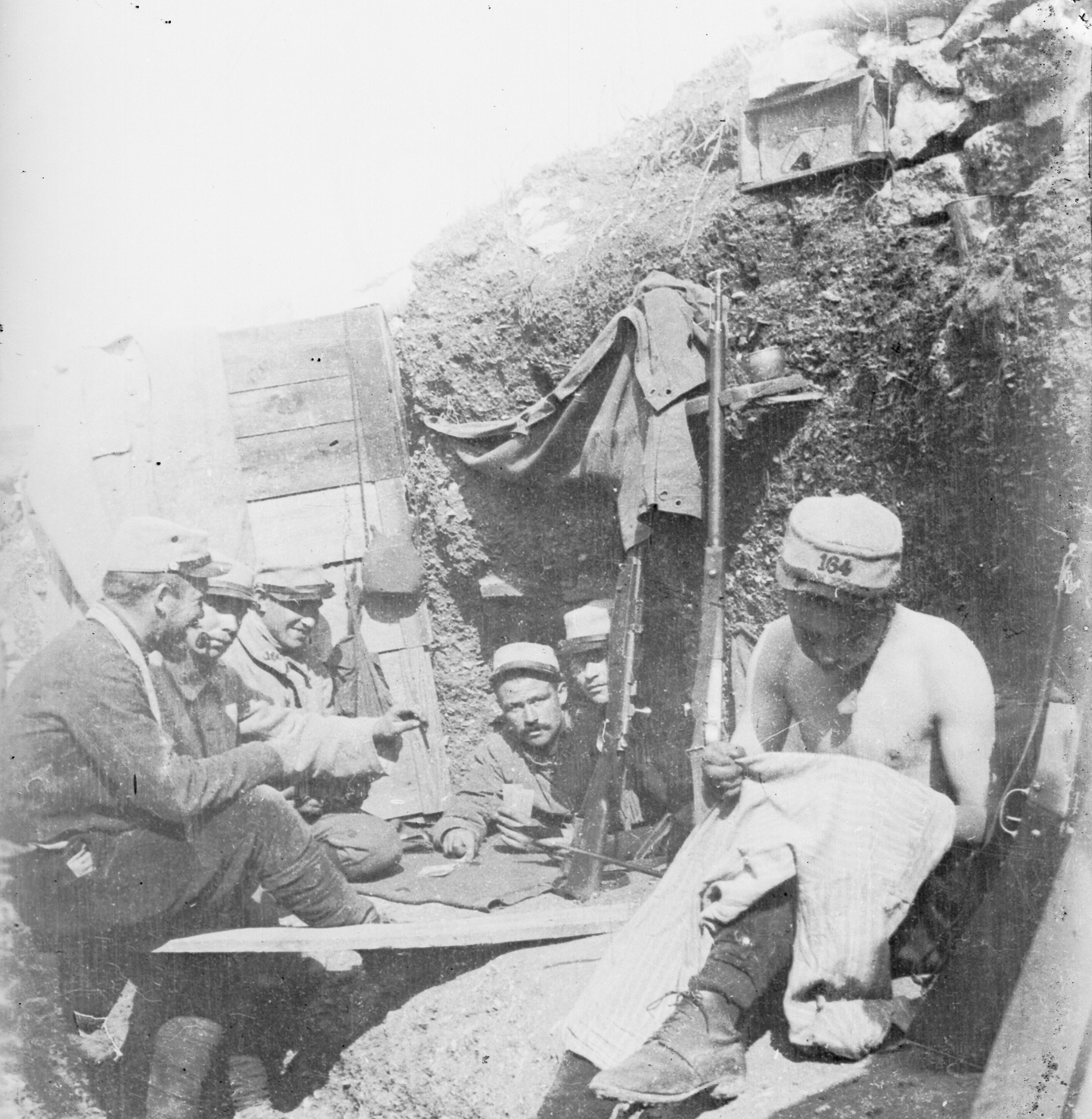
Poilus du RI dans une tranchée de première ligne, région de Verdun, 1916.

- Défense de la place fortifiée de Verdun : août 1914 ;
- 72e division d'infanterie de juillet 1915 à avril 1919.
- 128e division d'infanterie d'avril à décembre 1919[2].

#### 1914
- À la mobilisation, le régiment aligne 3 030 hommes, 170 sous-officiers et 63 officiers[3].

- Meuse : Étain (24-25 août)[4]
- Bataille de la Marne (5 au 13 septembre) Julvécourt (6 sept.)[4]
- Bataille de la Woëvre et des Hauts-de-Meuse : Saint-Mihiel (26-28 septembre), Mort Homme et bois de Cumières (29 septembre)[4]

#### 1915
- Opérations d'avril en Woëvre : Gussainville (5 avril) (fermes du Haut Bois et de l'hôpital)[4]
- Opérations en Woëvre : Bois Le Prêtre (avril)[4]

#### 1916
- Bataille de Verdun : Herbebois (21-24 février)[4]
- Bataille de la Somme : fortin de Biache (5 juillet), Biaches, le bois Blaise (9-11 juillet)[4]

#### 1917
- Verdun : Vaux-Damloup[4],
- Bataille des monts de Champagne : Mont Haut (avril mai), le Téton (14 juillet)[4]

#### 1918
Marne : Montagne de Paris (15-31 juillet). Fontenay, Cote 129 (29 août), Ferme Colombe (25-27 septembre). Ligne Hundling-Stellung (22 octobre)
Fin octobre, le bataillon mixte du Pacifique est temporairement rattaché au régiment.

#### 1919
À partir d'avril 1919, le 164e RI occupe Aix-la-Chapelle en Allemagne. Régiment parmi les plus décorés, son drapeau et une compagnie d'honneur défilent lors du défilé du 14 juillet 1919 à Paris, puis à Londres.
Revenu en France en août, le régiment est dissous en décembre 1919. La CHR et les 2 premiers bataillons sont versés au 109e RI. Le 3e bataillon est versé, pour sa part, au 21e RI.

#### Le1erbataillonde marche du164eRI
Créé le 30 décembre 1914, il comprend 4 compagnies du régiment et 5 sections de mitrailleuses.
Il alterne travaux et tenue de secteurs dans la région fortifiée de Verdun (Douaumont, Bezonvaux, plateau des Caurrières, côte du Poivre, cote 378),.
Il est dissous le 26 janvier 1916.

#### Le2ebataillonde marche du164eRI
Formé le 5 avril 1915 avec 4 compagnies du régiment (27e, 27e bis, 32e et 32e bis).
En défense à la tranchée de Calonne dès avril 1915, il effectue ensuite des travaux de fortifications dans la zone de Verdun, alternant avec la tenue de secteurs.
Le bataillon est dissous le 20 février 1916.

#### Le4ebataillon
Ce bataillon, qui ne sera jamais joint au régiment, fait partie de la garnison de Longwy au déclenchement des hostilités.
La garnison ne comportait qu'un autre bataillon d'infanterie, une batterie et demie d'artillerie et quelques autres éléments, 3 500 hommes en tout.
Le 8 août 1914, la ville, évacuée par la population civile, est assiégée. Elle résiste jusqu'au 26 août. Les survivants du bataillon sont en majorité capturés, même si quelques-uns parviennent à rejoindre Verdun.
Le 4e bataillon du 164e RI sera nommé dans la citation à l'ordre de l'armée accordée le 13 mai 1920 à la garnison de Longwy pour sa résistance.

### Seconde Guerre mondiale

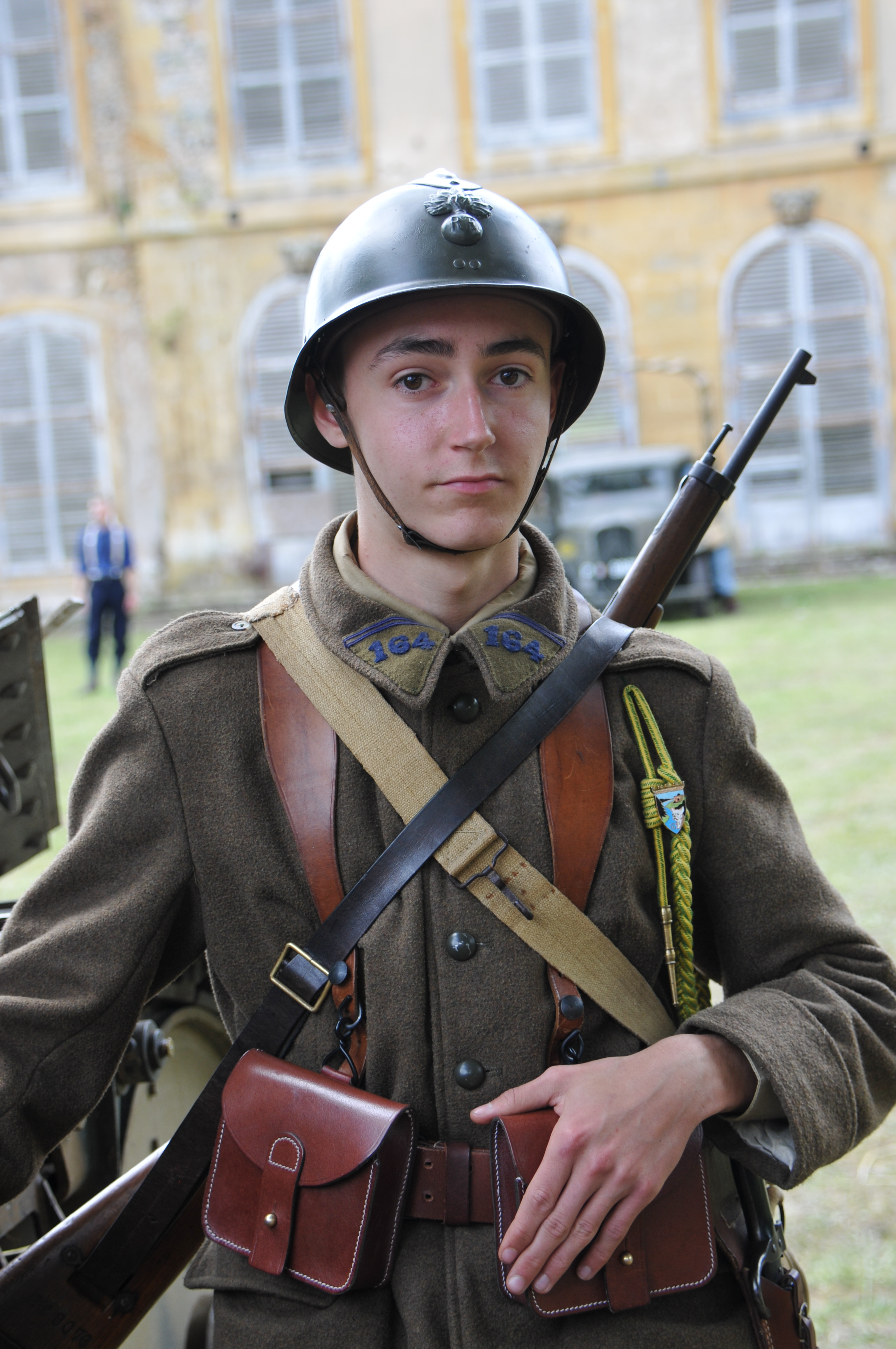
Reconstitution de l'uniforme de 1940 du. Équipés de mousquetons Berthier, les soldats portent le béret kaki des troupes de forteresse et la fourragère jaune de la médaille militaire du.

Reformé le 24 août 1939 sous le nom de 164e régiment d'infanterie de forteresse, mis sur pied par le CMI 67/66 de Metz à partir du 3e bataillon du 162e RIF. Il est composé de trois bataillons de mitrailleurs le Ier, le IIe et le IIIe (ce dernier avec 2 compagnies seulement) et des compagnies d'ouvrages et de casemates. Affecté au secteur fortifié de Boulay, il est responsable du sous-secteur de Hombourg-Budange avec PC au château de Hombourg. Les bataillons occupent les quartiers de Férange-Ebersvillers, Helling et Klang. Début 1940, à la suite de la dissolution de la région fortifiée de Metz, le 164e RIF est affecté au secteur fortifié de Thionville et occupe les quartiers d'Ising, Helling et Klang.
À la suite de l'offensive allemande qui risque d'encercler par l'ouest la ligne Maginot, les bataillons d'intervalle passent à compter du 15 juin à la division de marche Besse alors que les équipages d'ouvrages intègrent le groupement Cochinard. C'est un adjudant-chef du 164e RIF qui, le 18 juin 1940, confia le drapeau à Camille Mathieu un spinalien et qui, à la suite du bombardement de sa maison en 1944, le remit à un de ses voisins lequel le remettra à l'armée après la Libération.

### De 1945 à nos jours

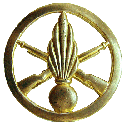
insigne de béret d'infanterie

Recréé en 1963 en tant que Centre d'instruction - 164e régiment d'infanterie à Verdun, il a pour mission de former les engagés volontaire du rang au profit de toute l'Armée de terre[réf. souhaitée].
En septembre 1970, le CI-164e RI est dissous. Le 164e RI est recréé en tant que régiment de réserve du 150e régiment d'infanterie, toujours à Verdun. Les deux régiments sont dissous en 1990[réf. souhaitée].
Depuis 2011, le 164e R.I.F est représenté par l'association de sauvegarde des casemates du Huberbusch grâce à leur groupe de reconstitution.

## Chefs de corps
- mars 1913 : lieutenant-colonel  Passaga[1],
- mars 1914 : colonel Bagès[3],
- octobre 1914 : commandant Meyer[18],
- décembre 1914 : commandant puis lieutenant-colonel Roussel[19],
- 22 janvier 1915 - 15 juillet 1915 : colonel Nayral Maurin de Bourgon[réf. nécessaire]
- février 1918 : lieutenant-colonel Jamet[20],
- avril 1918 : lieutenant-colonel Leroy[21],
- septembre 1918 : lieutenant-colonel Leyraud[22].
- août 1939 : lieutenant-colonel Priquet
- mai 1940 : commandant Orgebin[15]

## Drapeau du régiment
Il porte, cousues en lettres d'or dans ses plis, les inscriptions suivantes :
- Gorkum 1794-1795
- Verdun 1916
- Les Monts 1917
- Soissonnais 1918
- L'Ailette 1918
- L'Aisne 1918

## Décorations
Sa cravate est décorée de la Croix de guerre 1914-1918 avec cinq citations à l'ordre de l'armée.
Il reçoit de la fourragère verte aux couleurs de la croix de Guerre le 26 novembre 1917, pour ses deux premières citations à l'ordre de l'armée. Il a le droit au port de la fourragère aux couleurs du ruban de la Médaille militaire, décernée le 15 octobre 1918.

## Insigne
Écu losangique vert fond jaune main tenant épée armes de Verdun. Il s'agit de l'insigne du 164e RI d'après-guerre, le 164e RIF de 1939 n'a pas eu d'insigne.

## Personnages célèbres ayant servi au164eRI
- Ernest Auguste Barbade, colonel du 164e RI en 1912[réf. nécessaire] ;
- Pierre-Émile Nayral Martin de Bourgon, colonel du régiment en 1915[réf. nécessaire].

## Sources et bibliographie
- Campagne 1914-1918, le 164e Régiment d'Infanterie, s.d., imprimerie de l'E.A.A, Châlons-sur-Marne.
- Historique du 164ème régiment d'infanterie. France. 1914-1918, Paris, Librairie Chapelot, 88 p. (lire en ligne).
- L'infanterie française des origines à 1945, Historama HS 8, 1969.
- Jean-Yves Mary, Alain Hohnadel, Jacques Sicard et François Vauviller (ill. Pierre-Albert Leroux), Hommes et ouvrages de la ligne Maginot, t. 1, Paris, éditions Histoire & collections, coll. « L'Encyclopédie de l'Armée française » (no 2), 2000 (réimpr. 2001 et 2005), 182 p. (ISBN 2-908182-88-2).
  - Hommes et ouvrages de la ligne Maginot, t. 2 : Les formes techniques de la fortification Nord-Est, Paris, Histoire & Collections, 2001, 222 p. (ISBN 2-908182-97-1).
  - Hommes et ouvrages de la ligne Maginot, t. 3 : Le destin tragique de la ligne Maginot, Paris, Histoire et collections, 2003, 246 p. (ISBN 2-913903-88-6)